# Massakern vid Verden
Massakern vid Verden ägde rum under de sachsiska krigen, när kejsar Karl den store i oktober år 782 lät döda 4 500 saxare vid Verden, sedan dessa under Widukind hade gjort motstånd mot hans erövring och kristnande av gamla Sachsen.